# Louis-Michel Aury
Louis-Michel Aury (Paris, 1788 – San Andrés, 30 de agosto de 1821) foi um marinheiro francês que serviu a vários movimentos de independência americanos durante as guerras de independência hispano-americanas. Serviu como corsário no Mar do Caribe para os governos da Venezuela, Nova Granada, México, Gran Colômbia, Chile e Províncias Unidas do Rio da Prata.
Entre suas ações mais lembradas está a captura da Ilha Amelia, na costa norte da Flórida, substituindo o general Gregor MacGregor, junto com Lino de Clemente, Agustín Codazzi, Pedro Gual e outros patriotas venezuelanos. Depois de tomar o controle da ilha, eles declararam a independência da Flórida e a proclamaram uma república, mas foram expulsos alguns meses depois por uma expedição hispano-americana.